# Teoderico Ranieri
Teoderico Ranieri (* in Orvieto; † 7. Dezember 1306 in Frankreich) war ein Kardinal der katholischen Kirche und Bischof von Palestrina.

## Werdegang
Im Jahre 1275 trat er in das Kloster San Andrea ein und wurde dort Prior. Am 20. September 1295 wurde er Erzbischof von Pisa. Ranieri wurde am 4. Dezember 1298 von Papst Bonifatius VIII. zum Kardinal erhoben. Er bekam die Titelkirche Santa Croce in Gerusalemme zugewiesen. Im Jahre 1299 wurde er zum Bischof des suburbikarischen Bistums Palestrina ernannt. Von 1300 bis 1306 war er Camerlengo. Er nahm an den Konklaven von 1303 und 1304/05 teil.